# Het Laag
Het Laag, ook Halsters en Oudlands Laag genaamd, is een natuurgebied ten zuiden van Steenbergen. Het gebied meet 223 ha en is eigendom van Staatsbosbeheer.

## Geschiedenis
Het natuurgebied ligt langs de kreekrest Ligne of Bergse Water, die via de Steenbergse haven in verbinding stond met het Volkerak. Vroeger had Het Laag een militaire functie. Het was namelijk een inundatiegebied dat onderdeel was van de West-Brabantse waterlinie en het ligt dan ook tot anderhalve meter beneden NAP. Dit komt mede door de vervening, die reeds vanaf 1263 plaatsvond door de Vlaamse turfkoopman Willem van IJzendijke. Voor het transport van de turf werd de Vlaminkvaart gegraven.

## Natuur
Tegenwoordig is Het Laag een afwisselend gebied met vochtig loofbos, vochtige weiden, akkers en houtwallen. Doordat het op de Naad van Brabant ligt trad er vanouds veel kwel aan de oppervlakte. Door ontwatering is dit echter verminderd en treedt verzuring op, waardoor zeldzame planten verdwijnen. Men tracht de waterhuishouding weer te verbeteren.
Broedvogels zijn: wulp, grutto, kievit, patrijs, roodborsttapuit en grasmus.
Het Oudlands Laag is toegankelijk op wegen en paden, het moerassige Halsters Laag kan vanaf de omringende wegen worden overzien.
Ten westen van Het Laag ligt landgoed Dassenberg, en ten oosten ervan ligt het natuurgebied Oudland.